# Тип 91 (танк)
Тип 91 (яп. 九一式重戦車) — опытный многобашенный тяжёлый танк, разработанный и построенный в 1931 году в Японской империи как часть экспериментальной серии бронетехники данной категории. Для оценочных целей арсеналом в Осаке был изготовлен всего один экземпляр танка.

## История

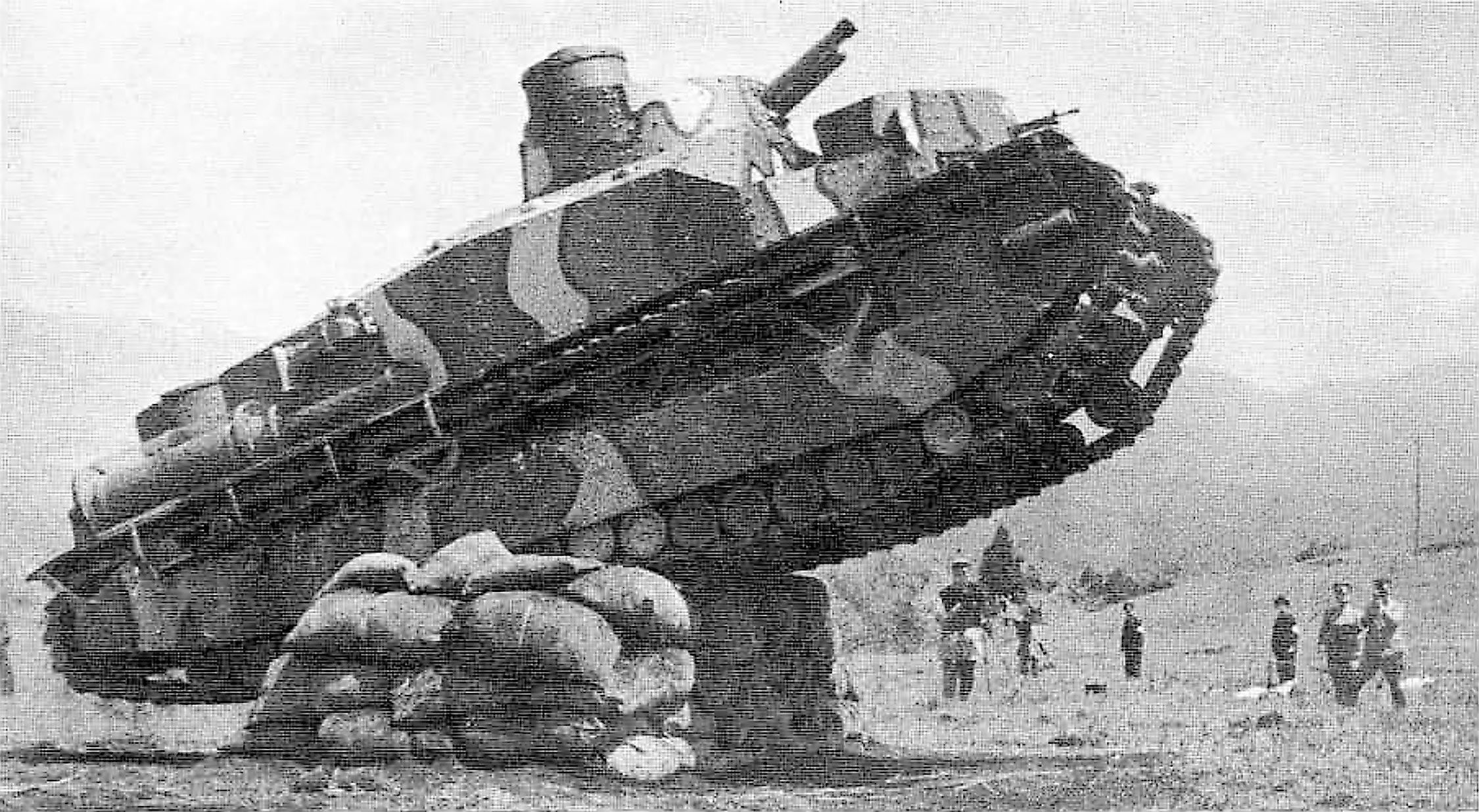
Тип 91 на ходовых испытаниях

В течение эпохи Интербеллума военные крупнейших держав мира опасались, что новая война будет развиваться по тому же сценарию, что и Первая мировая война: позиционный тупик, невозможность наступать месяцами из-за «лунного ландшафта», превращающегося после дождя в вязкое и непроходимое болото, артиллерийские обстрелы и убийственный для пехоты пулемётный огонь. Подобные ожидания привели к тому, что конструкции танков того периода были в значительной степени ориентированы на поддержку пехоты, были большими, медлительными и изобиловали противопехотным вооружением. В то время зародилась мода на многобашенные танки, и все самые могущественные страны проектировали свои образцы.
Не обошла эта мода и Японию. Интерес императорской армии к боевым гусеничным машинам с двумя или более башнями проявился с момента появления первого национального танка Тип 87, созданного в единственном экземпляре в 1927 году. Несмотря на то, что тип-87 не удовлетворил военных и в серию не пошёл, на основе полученного опыта было решено продолжит изыскания по теме многобашенных танков. На основе тип-87 был разработан образец тяжёлого танка, получившего обозначение тип-91
Проектирование и строительство прототипа началось в 1931 году на Осакском арсенале, готовый танк был доставлен на полигон в первые недели 1932 года, что привело к путанице с официальным обозначением. Фактически в то время система именования, принятая японской армией для техники и вооружения, предусматривала называть его двумя последними цифрами текущего имперского года; поскольку машина была введена в строй в 1931 году, то есть 2591 по японскому календарю, она называлась «Тип 91», но иногда её предпочитали обозначать ее как «Тип 92», подчеркивая год завершения работ над прототипом.
Тип 91 был подвергнут циклу различных испытаний, и хотя большинство тестов он прошел вполне успешно, армейское руководство сочло танк неудачным и в 1933 году работы над танком были прекращены. В боевых действиях машина участия не принимала.

## Устройство

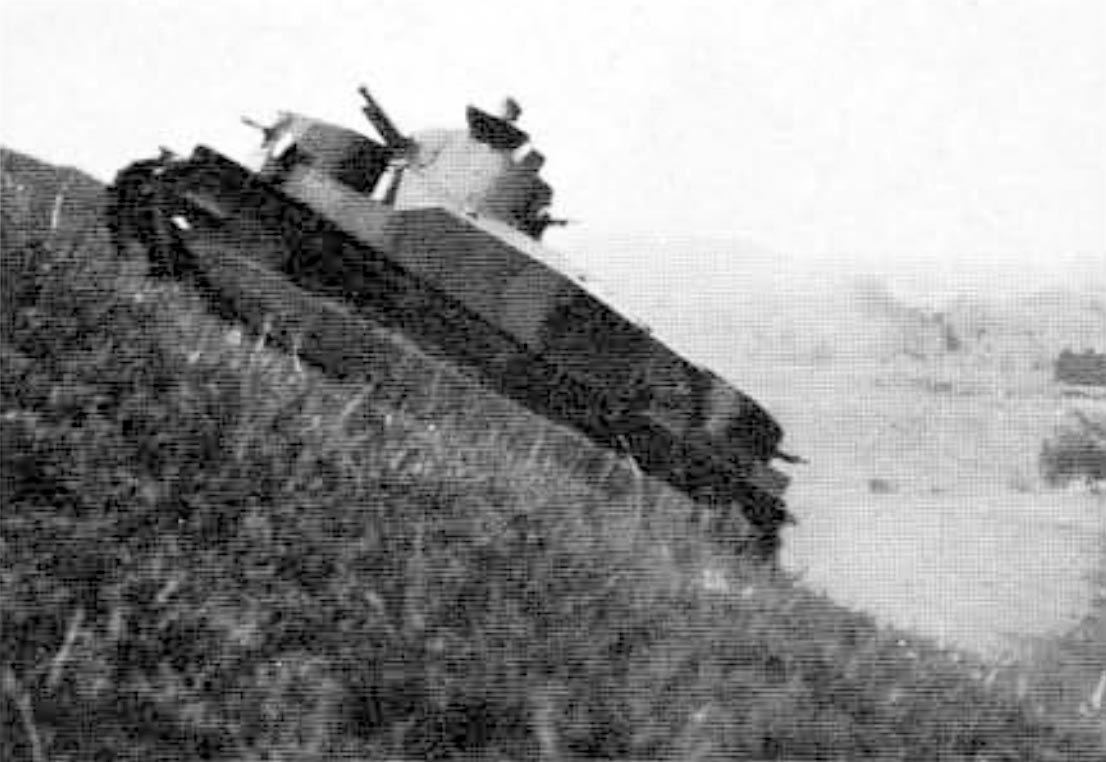
Танк Tип 91 преодолевает испытания при подъёме в гору

Тип 91 был похож на своего предшественника тип-87, начиная с параллелограммной подвески. Она осталась без изменений и имела 17 колес малого диаметра с каждой стороны, из которых 16 были связаны с подвесками на рессорах на двух ярусах , а переднее колесо было оборудовано отдельно . Сильно изогнутый корпус был снабжен броневыми листами толщиной до 20 мм и увенчан тремя башнями: центральная была оснащена пушкой 57-мм пушкой 18,2 калибра длиной 70 мм (L / 18,2) и пулеметом тип 91 калибра 6,5 мм, который, что любопытно, был не спарен с пушкой, а установлен в шаровой установки в задней части башни. Две другие вспомогательные башни, одна передняя и одна задняя, были вооружены по одному пулемёту тип-91; вторая башня размещалась на специальной платформе, а не над моторным отсеком . В этом отсеке помещался 6-цилиндровым карбюраторным двигателем BMW мощностью 224 л. с. (при 1200 об/мин). Экипаж состоял из 5 человек: командир с наводчиком размещались в центральной башне, двое других занимали пулемётные башенки, наконец, механик-водитель сидел в корпусе .
При общей массе 16,3 тонны  или, по другим данным, 18 тонн  тип-91 мог развивать максимальную скорость в 25 км/ч и запас хода до 160  километров .

## Дальнейшее развитие
На базе танка Tип 91 была разработана его модифицированная версия Tип 95 Ро-Го.

## В компьютерных играх
Тип 91 представлен в игре World of Tanks. Расположен в коллекционной технике Японии на 3 уровне.